# バクテリオファージMS2
バクテリオファージMS2（以下MS2）は正20面体の一本鎖 (+) RNAウイルスである。MS2は大腸菌に感染する。

## 歴史
1961年、MS2はAlvin John Clarkによって単離され、バクテリオファージ f2とよく似たRNAを持つファージである事が分かった。そして1972年、Walter FierをはじめとするチームによってMS2 coatタンパク質（キャプシド形成タンパク質）遺伝子の完全長シークエンス解析が行われた。その後、1976年にMS2は完全長のゲノムを読まれた初めてのウイルスとなった。また、これらのシークエンスはRNAレベルで決定されていたが、これに続き、DNAを用いたゲノムシークエンスがバクテリオファージΦX174で達成された。

## MS2の詳細
MS2ゲノムは3569塩基のRNAからなり、最も小さいゲノムのひとつである。
MS2ゲノムは以下の4つの遺伝子からなる。
maturation遺伝子（A遺伝子）大腸菌の性繊毛に取り付き、感染するためのタンパク質。MS2ゲノムRNAの両端に結合する。MS2ゲノムRNAと混合するだけで感染能を持つことが出来る。
coat遺伝子MS2のキャプシドを形成するタンパク質。
lysis遺伝子大腸菌を溶菌させるタンパク質。
replicase遺伝子MS2ゲノムRNAを複製するタンパク質。
MS2ウイルスは直径が約27 nm（電子顕微鏡での観察による）で、1つの感染タンパク質と180個のcoatタンパク質から作られる。このcoatタンパク質が二量体を作り、この二量体が90個集まって正20面体のキャプシドを形成する。また、T数はT=3である。キャプシドはゲノムRNAを内包している。このウイルスの等電点（pI）は3.9である。
MS2は性繊毛をもつ大腸菌にのみ感染する。MS2キャプシドが性繊毛の側面に取り付き、Maturationタンパク質によって大腸菌内へとゲノムRNAが挿入される。MS2のゲノムRNAが大腸菌に取り込まれる正確な仕組みはまだ良く解明されていない。一度MS2のゲノムRNAが大腸菌内に入ると、mRNAとして機能し、MS2のタンパク質の翻訳を始める。まず、coat遺伝子が翻訳される。replicase遺伝子、maturation遺伝子の翻訳開始地点はRNAの二次構造によって翻訳を阻害されている。replicase遺伝子の翻訳開始地点は、coat遺伝子の翻訳が進みリボソームがゲノムRNAを通過することによって二次構造が一時的に解除され、翻訳が開始する。さらにreplicase遺伝子の翻訳は、coatタンパク質が、replicase遺伝子の転写因子結合領域（TR配列）に結合することによって阻害される。これにより、coatタンパク質が蓄積されるにつれreplicase遺伝子の翻訳が抑制される。この転写調節領域はステムループ構造（ヘアピン構造）を取り、そこにcoatタンパク質の二量体が結合する。maturation遺伝子の翻訳開始地点では、ゲノムRNAが複製される際に二次構造が解除され、maturationの翻訳が開始される。このため、RNA一分子あたりのmaturationタンパク質は一個もしくはとても少ない量となる。lysis遺伝子はcoat遺伝子が翻訳された後、リボソームがslip backする事によって初めて翻訳が開始される。これは約5%ととても低い確率で起こる事が知られている。
+鎖のMS2ゲノムRNAは-鎖のRNAが鋳型となって合成される。MS2 RNAの複製はバクテリオファージ Ｑβに比べてあまり解明されていない。これはMS2のreplicaseタンパク質を単離するのが難しいからである。しかし、MS2のreplicaseはＱβのものと非常に良く似ている。
MS2の形成はmaturationタンパク質とMS2ゲノムRNAが結合することによって開始されると考えられている。事実としてMS2ゲノムRNAと混合するだけで感染能を持つことが出来る事が知られている。正20面体のキャプシドのアセンブリでは、coatタンパク質の二量体がMS2ゲノムRNAのヘアピン構造に結合することで、アセンブリ起点となる核を形成し、反応が進んでいくと考えられている。このキャプシドのアセンブリはcoatタンパク質だけ、つまりRNA無しでも起こる。しかしRNAが無い場合はRNAが有る場合と比べてアセンブリが起こり辛い。
Lysisタンパク質が十分な量蓄積されると、大腸菌内で作られたMS2ウイルスを大腸菌外へ放出させる。Lysisタンパク質は細胞膜に穴を開け、膜電位を消失させ、細胞壁を破壊する。

## 派生技術
MS2の転写因子結合領域（TR配列）とCoat遺伝子が結合する事を利用し、細胞内mRNAの局在を可視化する研究や、細胞内mRNA量を定量化する研究が行われている。

## その他のウイルス
- bacteriophage f2（en:bacteriophage f2）
- bacteriophage Qβ（en:bacteriophage Qβ）
- Phi-X174 phage（en:Phi-X174 phage）
- Bacteriophage（en:Bacteriophage）